# Histoire des îles Pitcairn
L'histoire des îles Pitcairn débute à la Préhistoire, lors du peuplement des îles par des Polynésiens. Interrompu au XVIe siècle, le peuplement de l'île ne recommence qu'à la fin du XVIIIe siècle, lorsque les mutins de la Bounty débarquent et s'installent sur les îles.

## Historique

### Premiers temps
L'île de Pitcairn était habitée à la Préhistoire par des Polynésiens. L'archéologue Marshall Weisler, chercheur de l'université de Berkeley, a découvert au début des années 1990 des structures de temple, des pétroglyphes et des outils de pierre qui témoignent d'une civilisation ancienne. Des objets indiquent que la population locale pratiquait des échanges avec d'autres îles de Polynésie, et que ce commerce s'est brutalement interrompu autour de l'an 1500.
Selon ses recherches, la disparition des habitants de Pitcairn et de sa voisine l'île Henderson est liée à la catastrophe écologique qui a précipité la chute de Mangareva, située à 400 kilomètres, qui était leur principal partenaire économique.

### Arrivée des Européens

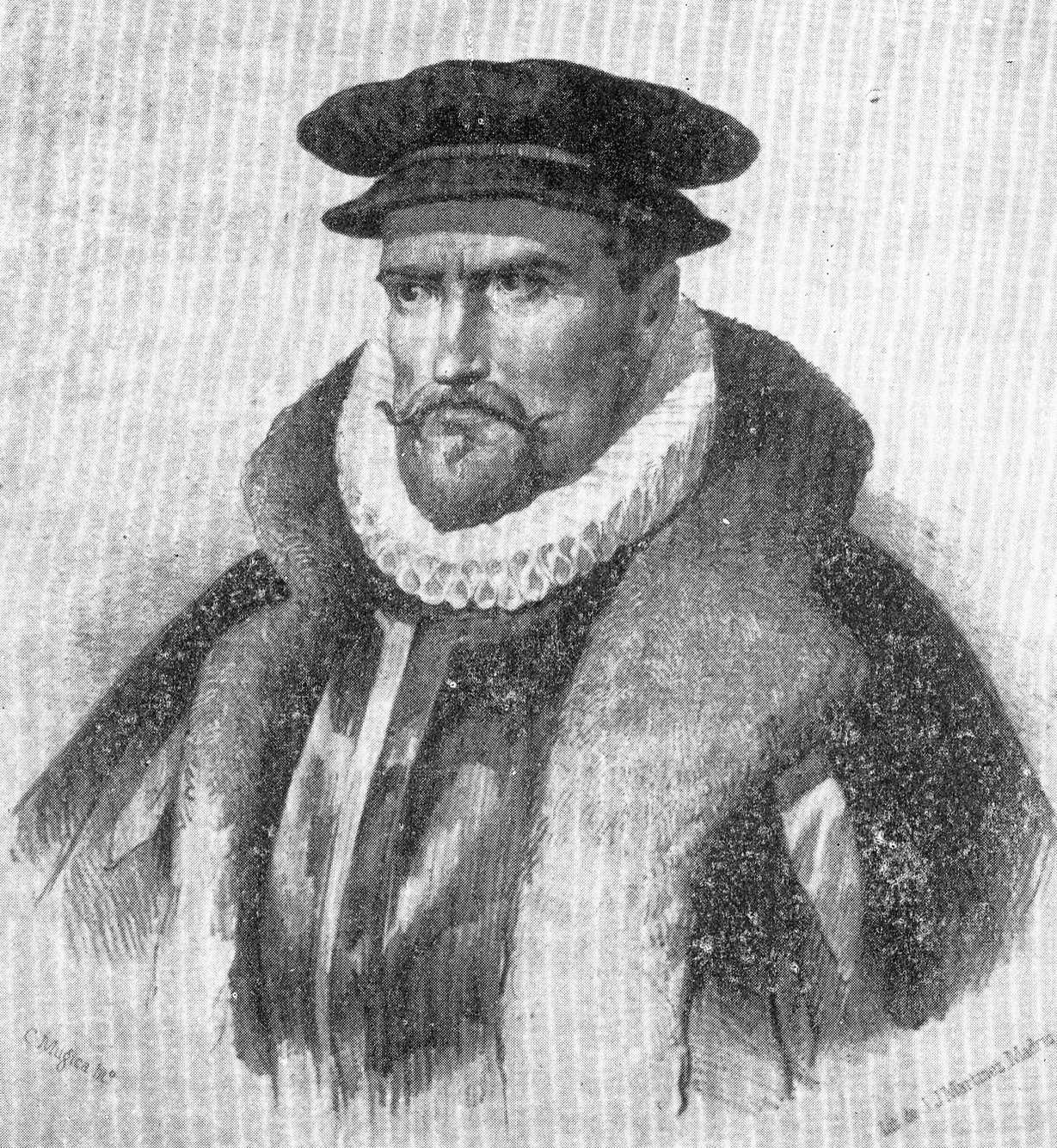
L'explorateur espagnol de Quirós, premier à avoir découvert l'île Henderson.

Les Européens ne prennent connaissance de l'île et de ses voisines qu'après l'époque des grandes découvertes. L'explorateur espagnol Pedro Fernández de Quirós repère sans doute Ducie et Henderson en 1606, et les nomme La Encarnación (ou Luna Puesta) et San Juan Bautista. L'Anglais Philip Carteret découvre Pitcairn en juillet 1767 lors d'un voyage d'exploration à bord du Swallow. Il lui donne le nom du premier membre de son équipage à avoir aperçu l'île, Robert Pitcairn, un matelot de quinze ans. En raison de la violence du courant, le navire ne peut pas accoster.

### Les mutins de laBounty
Vingt ans plus tard, les premiers Européens, les révoltés de la Bounty, y débarquent, dans des conditions qui ont donné lieu à des récits et à des films largement popularisés.
L'histoire commence en octobre 1788, quand le navire anglais Bounty fait escale pendant cinq mois à Tahiti. L'équipage, charmé par la beauté des paysages et par l'accueil des Tahitiens, n'accepte de quitter les lieux qu'à regret.

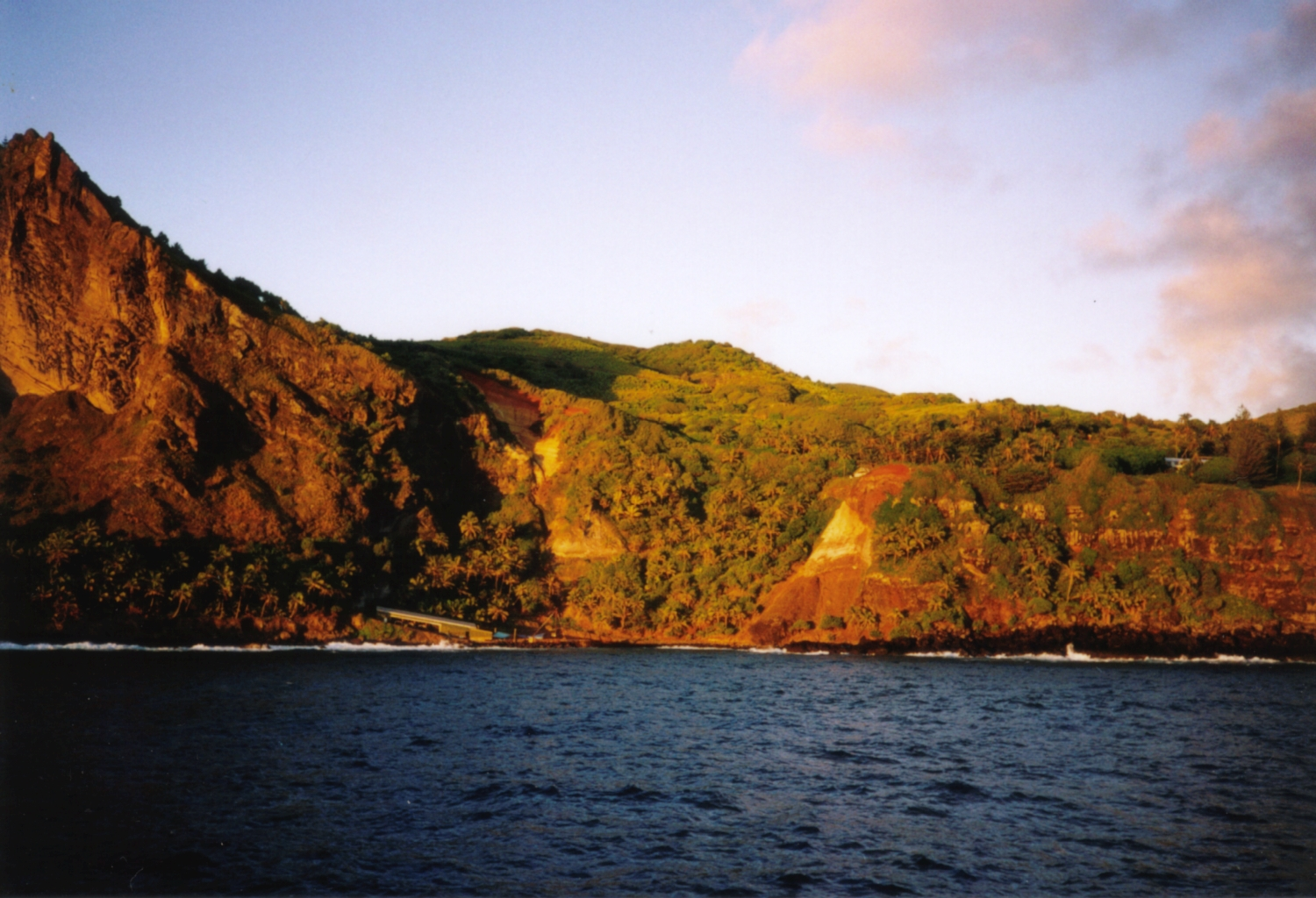
La baie de Bounty Bay, où le Bounty a été brûlé après le débarquement des mutins.

Une fois en mer, excédés par la brutalité du capitaine William Bligh, une partie des marins, menés par le second Fletcher Christian, se mutine le 28 avril 1789. Après avoir abandonné en mer le capitaine Bligh et 18 hommes qui lui étaient fidèles, les mutinés décident d'abord de s'installer sur l'île de Tubuai, c'est un échec. La Bounty, commandée par Fletcher Christian, retourne alors s'approvisionner à Tahiti. Quelques hommes sont débarqués et l'équipage, réduit à huit marins, est rejoint par 18 Polynésiens, dont 12 femmes et quelques enfants.
Les mutins, recherchés par la Royal Navy, mettent alors le cap sur l'île de Pitcairn où ils arrivent en janvier 1790. Le navire est alors démembré et brûlé dans la baie de Bounty Bay pour éviter toute tentative de retour. Encore aujourd'hui, les insulaires célèbrent chaque année cet acte symbolique en incendiant une effigie du bateau.
L'installation sur l'île provoque des tensions, les marins ayant tendance à considérer les Polynésiens comme leurs serviteurs. En 1794, les Polynésiens se soulèvent et plusieurs Anglais, dont Fletcher Christian, sont assassinés. Les veuves des marins tués se révoltent alors et exécutent les survivants. Finalement, il ne restera plus qu'un seul Anglais, John Adams, qui régna sur une famille composée de neuf femmes et de vingt-trois enfants.

### Nouvelle découverte

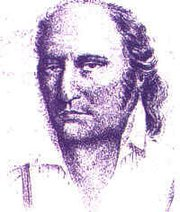
John Adams, seul rescapé anglais des massacres sur l'île.

C'est en 1808 qu'est révélée l'existence de la population de Pitcairn, lorsque le baleinier américain Topaz fait escale sur l'île pour s'approvisionner en eau. Adams meurt vingt ans plus tard à l'âge de 65 ans. 
Même si la langue usuelle était le pitcairnais, une langue créole dérivée de l'anglais et mêlée de tahitien, Adams s'attachait à enseigner l'anglais aux enfants en s'appuyant sur une Bible récupérée dans les débris de la Bounty. Les missionnaires britanniques, arrivés à la fin du XIXe siècle, ont tenté de rétablir l'usage de l'anglais dans l'île. Le pitcairnais est toujours enseigné, en même temps que l'anglais, dans la seule école de l'île.
Beaucoup de Pitcairnais portent encore aujourd'hui les noms de Christian et d'Adams.

### Annexion par le Royaume-Uni
Pitcairn a été annexée par le Royaume-Uni en 1838. 
Dans les années 1850, la population estimant être en surnombre (193 habitants) demande l'aide du Royaume-Uni, qui leur propose l'Île Norfolk, île déserte au nord de la Nouvelle-Zélande : une partie de la population s'y établira, constituant l'essentiel de la population actuelle. Quelques habitants continuèrent de quitter Pitcairn pour s'établir à Tahiti ou sur l'île Norfolk, mais plusieurs d'entre eux revinrent dans l'île.
En 1853, on recensait 170 descendants des révoltés de la Bounty. Quelques colons britanniques sont venus s'ajouter à la communauté pitcairnaise, puis des voyageurs de toutes sortes ont progressivement visité l'île.
En 1881, le HMS Thetis visite Pitcairn avec une cargaison de ravitaillement (notamment en produits de construction) et trouve la population florissante et heureuse, avec 96 habitants. 
En 1909, les îles Ducie et Oeno sont annexées par la Grande-Bretagne, qui fonde l'unité administrative Pitcairn Group of Islands. Le pic de population est atteint en 1937 avec 233 habitants, amorçant ensuite une décrue du fait de l'émigration vers la Nouvelle-Zélande et l'Australie. 
L'île passe en 1952 sous l'administration des îles Fidji puis, en 1970, sous l'autorité d'un gouverneur désigné par le Haut-Commandement de Nouvelle-Zélande. L'île a conservé la répartition des terres établie par Fletcher Christian en 1790 et une partie des lois instituées par John Adams.

### Affaire des Îles Pitcairn
Dans les années 2000, Pitcairn est revenue sous les feux de l'actualité à l'occasion d'un procès pour abus sexuels concernant une partie des 50 habitants de l'île. Dans ce cadre, la souveraineté britannique a fait l'objet d'une remise en cause, les avocats de certains prévenus affirmant que les mutinés de la Bounty, dont descend l’actuelle population, auraient répudié leur citoyenneté britannique en incendiant le navire en 1790. Cet argument n'a pas été considéré comme légalement valable.